# Camille Guaty
Camille Guaty (Sunnyvale, California; 28 de junio de 1976) es una actriz de cine y televisión estadounidense. Es conocida por su rol de Daisy en Gotta Kick It Up y por interpretar a la hermana mayor de Walter O'Brien en la serie Scorpion.

## Biografía
Camille Guaty nació en California, de ascendencia cubana y puertorriqueña[cita requerida], por parte de su madre su familia es originaria de las Islas Canarias, ella ha vivido en California, Nueva Jersey y en la ciudad de New York.

## Carrera

### Como cantante
Camille audicionó para Popstars, un reality show que se transmitió por la cadena WB en 2000. Lo hizo en el Taller de Los Ángeles que incluía solo a los mejores 26 concursantes. Camille fue una de las diez semifinalistas pero finalmente no ganó la competencia, ya que fue aplastante el triunfo de la cantante del grupo Eden's Crush.

### Como actriz
En 2002, Guaty fue protagonista en Gotta kick it up!, una película original de Disney Channel. Tuvo el papel principal en la serie de televisión en la que formaron parte Mindy Cohn, Tori Spelling, Megan Fox, y Antonio Sabato Jr.
En 2004, interpretó a Maggie Moreno, en la película 30 Days Until I'm Famous. También participó en Crossing Jordan como la  detective Luisa Santana en los episodios "Blue Moon" y "Family Affair".
En 2005, tenía un papel recurrente como Maricruz Delgado, la novia de Fernando Sucre en Prison Break. Interpretó el papel de Franny Ríos, en la serie de ABC The Nine, y el papel de Álex en Los Hermanos García.
Fue Piper Nielsen, personaje recurrente, en la serie Las Vegas de NBC en el año 2007. Guaty también ha aparecido en la serie Cupid y The Ghosts of Girlfriends Past.
En 2011, también apareció como estrella invitada en la serie, cancelada recientemente, Chicago Code como Elena, la novia del personaje principal, Jarek Wysocki.
Actualmente tiene el papel de Megan O´Brien en Scorpion.

## Vida personal
Guaty está casada con el compositor británico Sy Rhys Kaye. En agosto de 2019, Guaty anunció que estaba embarazada por primera vez después de recibir una donación de óvulo. Su hijo nació en octubre de 2019.

## Filmografía
- 2000: Chaos Theory
- 2002: Gotta Kick It Up!. Telefilm (Daisy)
- 2002: Raising Dad. Serie de TV (Olivia)
- 2002: What I Like About You. serie de TV (Liz)
- 2003: Love Object. (Counter Girl)
- 2003: ER. serie de TV (Mia)
- 2003: The Brothers Garcia. Serie de TV (Alex)
- 2004: Gramercy Park. Telefilm (Maddy Kelly)
- 2004: The Help. (Maria)
- 2004: 30 Days Until I'm Famous. Telefilm (Maggie Moreno)
- 2004: Everwood. Serie de TV (Serena)
- 2004: Joey. Serie de TV (Debbie)
- 2004: American Family. Serie de TV (Alicia)
- 2004: Crossing Jordan. Serie de TV (inspectora Luisa Santana)
- 2007: Supreme Courtships. Telefilm  (Amber Chávez)
- 2007: The Nine. Serie de TV (Franny Rios)
- 2007: Blink. (Nicole)
- 2007: Prison Break. Serie de TV (Maricruz Delgado)
- 2007: Without a Trace. Serie de TV (Paula Solis)
- 2007: Las Vegas. Serie de TV (Piper Nielsen)
- 2008: Dirt. Serie de TV (Debbie-Ann)
- 2009: Fear Itself. Serie de TV.
- 2009: Ghosts of Girlfriends Past. (Donna, la dama de honor)
- 2009: Family Guy. Serie de TV (Donna (voz)).
- 2009: Cupid. Serie de TV (Lita)
- 2012: Canta con migo. Serie de TV (Carla Salazar).
- 2013: How I Met Your Mother (Lisa)
- 2014: Cake
- 2014: Happyland (Elena Vélez)
- 2014: Scorpion (Megan O´Brien)
- 2018: The Rookie Serie de televisión (Jefa de la mafia Guatemalteca)
- 2017: Nappily Ever After (Wendy)[4]
- 2024: Harold and the Purple Crayon (TBA)[5]